# كاتدرائية أوسبينسكي

كاتدرائية أوسبينسكي هي كاتدرائية أرثوذكسية شرقية تقع في هلسنكي، فنلندا.